# Williams FW24
A Williams FW24 egy Formula–1-es versenyautó, amelyet a Williams csapat épített és versenyeztetett a 2002-es Formula–1 világbajnokság során. Pilótái ebben az évben is Ralf Schumacher és Juan Pablo Montoya voltak.
Az autó az előző évi kasztni továbbfejlesztése volt, hasonlóképpen az elődjéhez, a BMW erős motorjával. Aerodinamikailag nem volt annyira jó konstrukció, mint a Ferrari illetve a rivális McLaren, viszont a motor kárpótolta e téren. A gond ezúttal is ez utóbbi megbízhatóságával volt, ami miatt a világbajnoki címért folytatott versenyben alulmaradtak. Egész évben mindössze egyetlen győzelmet arattak, Ralf Schumacher malajziai versenyén. Juan Pablo Montoya ezzel szemben a szezon közepén egymás után ötször is pole pozíciót szerzett, majd az Olasz Nagydíjon megfutotta minden idők leggyorsabb Formula–1-es körét, 259.827 km/h átlagsebességgel. Ezzel Keke Rosberg szintén Williams-szel elért 1985-ös rekordját döntötte meg, és 16 évig, Kimi Raikkönen 2018-as, szintén olasz köréig ez is maradt a rekord. Az év végén a csapat a második helyet szerezte meg az összetettben.

## Eredmények
(félkövérrel jelezve a pole pozíció)
| Év   | Csapat   | Motor       | Gumi | Pilóták            | 1   | 2   | 3   | 4   | 5   | 6   | 7   | 8   | 9   | 10  | 11  | 12  | 13  | 14  | 15  | 16  | 17  | Pontok | Helyezés |
| ---- | -------- | ----------- | ---- | ------------------ | --- | --- | --- | --- | --- | --- | --- | --- | --- | --- | --- | --- | --- | --- | --- | --- | --- | ------ | -------- |
| 2002 | Williams | BMW P82 V10 | M    |                    | AUS | MAL | BRA | SMR | ESP | AUT | MON | CAN | EUR | GBR | FRA | GER | HUN | BEL | ITA | USA | JPN | 92     | 2.       |
| 2002 | Williams | BMW P82 V10 | M    | Ralf Schumacher    | KI  | 1   | 2   | 3   | 11† | 4   | 3   | 7   | 4   | 8   | 5   | 3   | 3   | 5   | KI  | 16  | 11† | 92     | 2.       |
| 2002 | Williams | BMW P82 V10 | M    | Juan Pablo Montoya | 2   | 2   | 5   | 4   | 2   | 3   | KI  | KI  | KI  | 3   | 4   | 2   | 11  | 3   | KI  | 4   | 4   | 92     | 2.       |

† A versenyző nem fejezte be a nagydíjat, de rangsorolták, mert teljesítette a táv 90%-át.